# Macrodasys andamanensis
Macrodasys andamanensis is een buikharige uit de familie Macrodasyidae. Het dier komt uit het geslacht Macrodasys. Macrodasys andamanensis werd in 1993 voor het eerst wetenschappelijk beschreven door Rao. 